# 栃木県道44号栃木二宮線
栃木県道44号栃木二宮線（とちぎけんどう44ごう とちぎにのみやせん）は、栃木県栃木市から真岡市に至る県道（主要地方道）である。

## 概要
栃木市の新栃木駅付近から東に向かい下野市小金井で国道4号に合流し、1kmほど重複区間を南に行き小金井駅付近で国道4号と別れさらに東に向かい、真岡市二宮地区（旧二宮町）に至る道路。
当路線沿線地域では、小金井街道・吉田街道とも呼ばれている。

### 路線データ
- 総延長：24.333 km（新道区間を除く）[1]
- 実延長：22.835 km（新道区間を除く）[1]
- 起点：栃木県栃木市日ノ出町（日の出町交差点＝栃木県道2号宇都宮栃木線交点）
- 終点：栃木県真岡市久下田（久下田西7丁目交差点＝国道294号・国道408号・栃木県道106号久下田停車場線交点）
- 認定：1974年（昭和49年）2月5日

## 歴史
- 1961年（昭和36年）4月1日 - 一般県道栃木国分寺線として認定。当時は栃木市から国分寺町（現：下野市）小金井の国道4号までの路線であった。
- 1974年（昭和49年）2月5日 - 路線変更により旧・県道岩瀬国分寺線の一部が組み込まれ県道栃木二宮線となる。
- 1993年（平成5年）5月11日 - 建設省から、県道栃木二宮線が栃木二宮線として主要地方道に指定される[2]。
- 2022年（令和4年）3月30日 - 大宮工区の一部区間 (1.3 km) が供用開始[3]。

## 路線状況

### 別名
- 小金井街道（栃木〜小金井間）
- 吉田街道（川中子〜久下田間）

### 重複区間
- 国道4号（下野市小金井・小金井北交差点 - 川中子交差点）
- 栃木県道339号小山下野線（下野市駅東 地内）
- 栃木県道316号真岡筑西線（真岡市堀込交差点 - 青田交差点）

## 地理

### 通過する自治体
- 栃木市
- 下野市
- 真岡市

## 交差する道路
- 栃木県道2号宇都宮栃木線（起点）
- 下都賀西部広域農道（栃木市大宮町交差点）

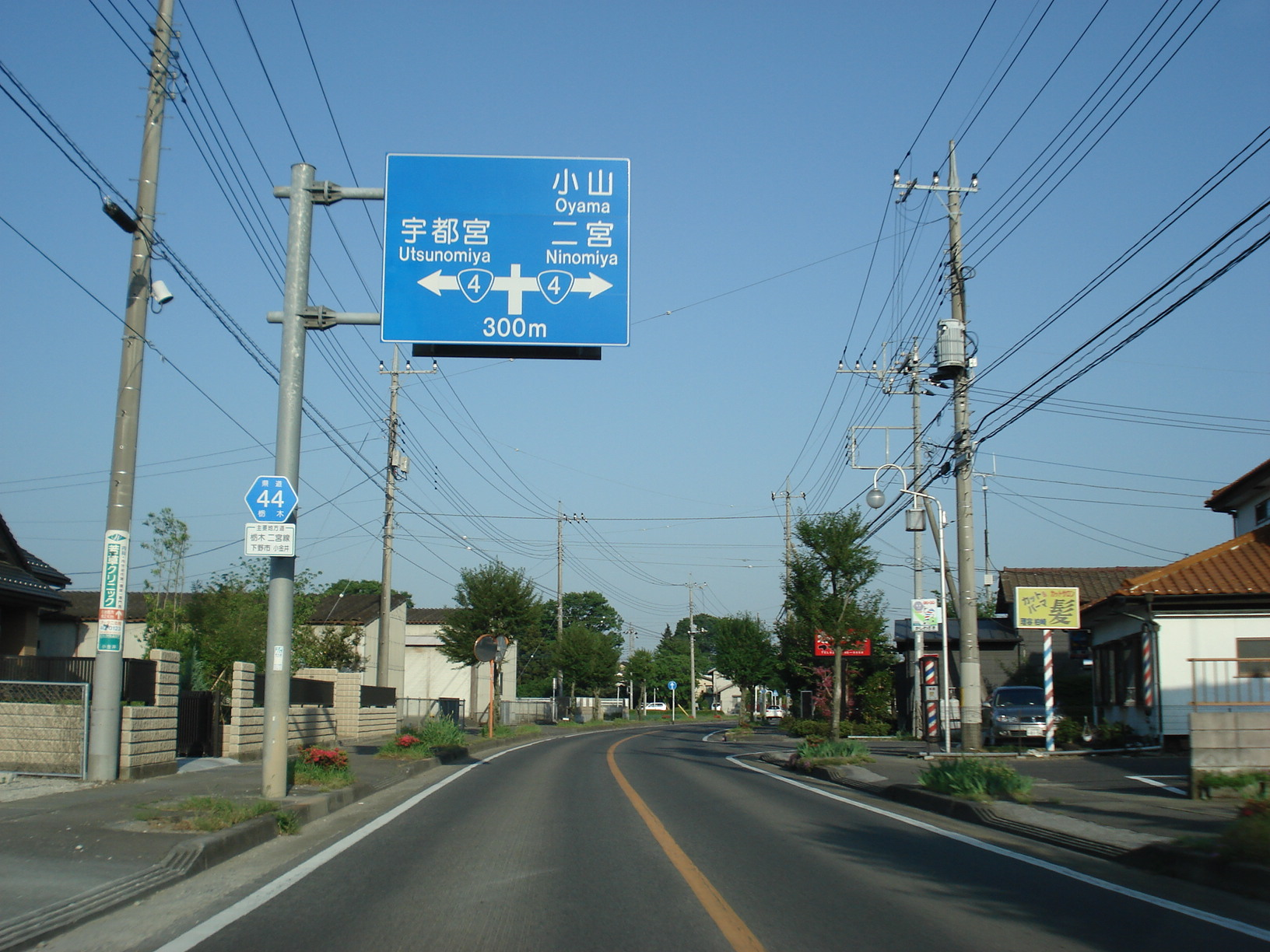
下野市小金井付近

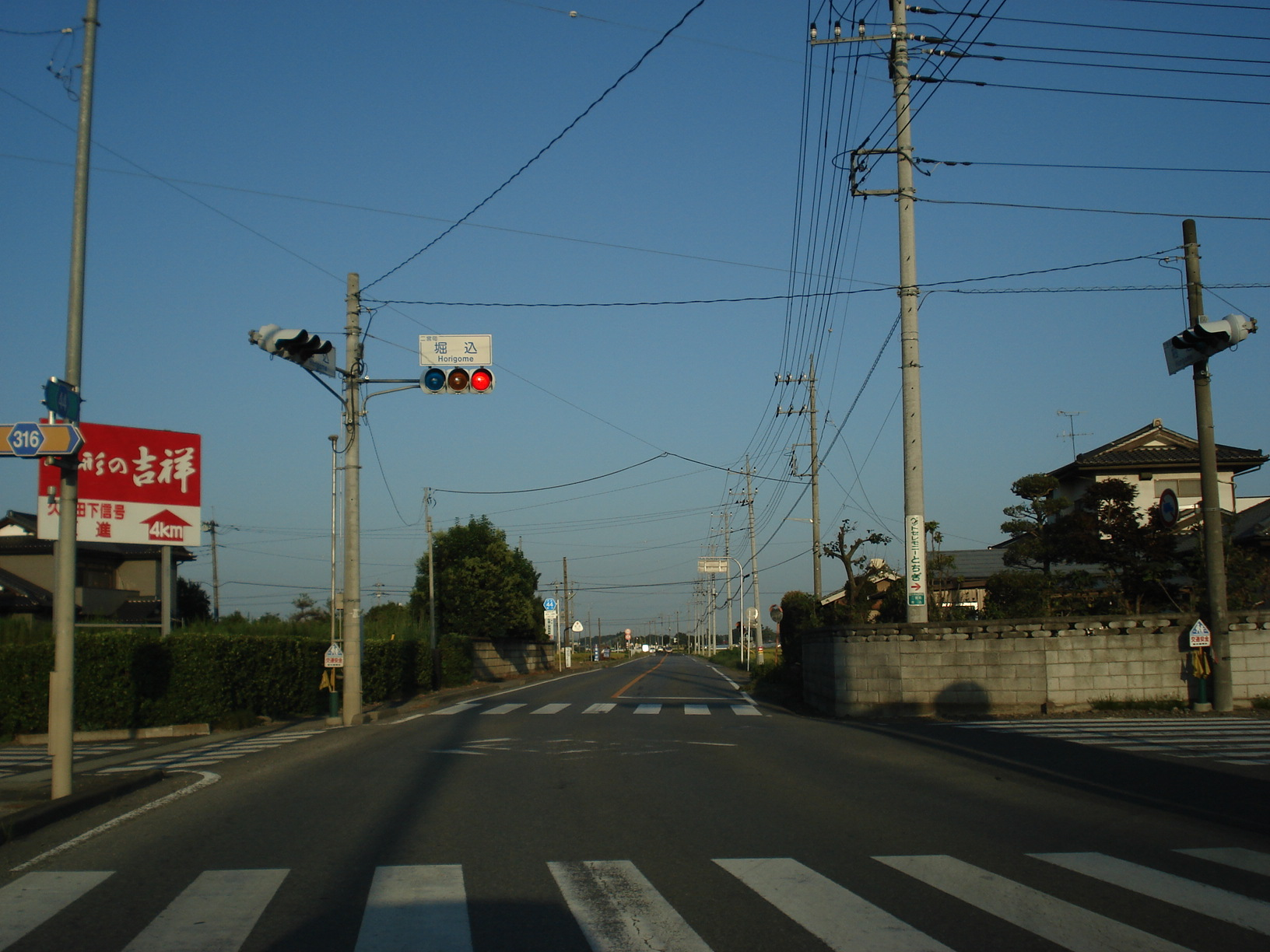
真岡市堀込付近

- 栃木県道296号小山都賀線（栃木市寄居町）
- 栃木県道18号小山壬生線（下野市国分寺・花見ヶ岡交差点）
- 国道4号（下野市小金井・小金井北交差点）
- 栃木県道104号小金井停車場線（下野市小金井・小金井駅前交差点）
- 国道4号（下野市小金井・川中子交差点）
- 栃木県道339号小山下野線（下野市駅東）
- 栃木県道339号小山下野線（下野市駅東・旭ヶ丘交差点）
- 栃木県道147号小金井結城線（下野市柴）
- 新4号国道（下野市下坪山立体交差）
- 栃木県道146号結城石橋線（下野市仁良川交差点）
- 栃木県道35号宇都宮結城線（下野市本吉田交差点）
- 栃木県道316号真岡筑西線（真岡市堀込交差点）
- 栃木県道316号真岡筑西線（真岡市青田交差点）
- 栃木県道204号結城二宮線（真岡市久下田6丁目）
- 国道294号（国道408号 重複）・栃木県道106号久下田停車場線（終点）

### バイパス区間
- 栃木県道3号宇都宮亀和田栃木線（都市計画道路小山栃木都賀線）（栃木市今泉町1丁目・丸沼長瀞公園南交差点）